# Premio Asia Pacific Screen a la mejor película documental
El premio Asia Pacific Screen a la mejor película documental es una categoría de premios de los Asia Pacific Screen Awards.

## Años 2000
| Año  | Ganador y nominados                                         | Título                                           | Título original                      |
| ---- | ----------------------------------------------------------- | ------------------------------------------------ | ------------------------------------ |
| 2007 | Mai Masri, Jean Chamoun                                     | Beirut Diaries: Truth, Lies and Videos           | Yaoumiyat Beirut: Hakaek wa Akatheeb |
| 2007 | Gao Feng                                                    | A Great Master Re-Captured                       | You Jian Mei Lan Fang                |
| 2007 | Vahid Mousaine Simani                                       | The Lost Land                                    | Sarzamine Gomshodeh                  |
| 2007 | Vardan Hovhannisyan                                         | A Story of People in War and Peace               |                                      |
| 2007 | Tan Chui Mui, Amir Muhammad                                 | Village People Radio Show                        | Apa Khabar Orang Kampung             |
| 2008 | Kim Dong-won, Lee SeungGu                                   | 63 Years On                                      | Ggeutnaji Anhmeun Jeon Jaeng         |
| 2008 | Mai Masri Mohammad Belhaj Jean Chamoun                      | 33 days                                          | 33 Yaoum                             |
| 2008 | Setiawan Djody, Erros Djarot, Gotot Prakosa                 | Kantata Takwa                                    | Kantata Takwa                        |
| 2008 | Vincent Ward, Marg Slater, Tainui Stephens                  | Rain of the Children                             |                                      |
| 2008 | Mahdi Moniri                                                | Tinar                                            |                                      |
| 2009 | Knut Ogris, Karoline Leth, Sandra Itkoff, Philippa Kowarsky | Defamation                                       | Hashmatsa                            |
| 2009 | Ing K, Manit Sriwanichpoom, Kraisak Choonhavan              | Citizen Juling                                   | Polamuang Juliang                    |
| 2009 | David MacDougall                                            | Gandhi's Children                                |                                      |
| 2009 | Kazuhiro Soda                                               | Mental                                           | Seishin                              |
| 2009 | Gerard Lacroix, Leslie F. Grunberg, Gerard Pont             | Survive, in the Heart of the Khmer Rouge Madness | L'Important, c'est de Rester Vivant  |